# بنك الصناعة والعمل
بنك الصناعة والعمل (BIT Bank)، من المصارف المالية في لبنان. تأسس عام 1960 من قبل:
- إميل البستاني
- عبد الله الخوري
- شكري شماس

ويملك البنك 12 فرعا في لبنان.